# Il codice - Maze Runner
Il codice - Maze Runner (The Fever Code) è un romanzo di fantascienza distopica per ragazzi del 2016 di James Dashner. È il secondo prequel della serie di Maze Runner e il seguito di La mutazione - Maze Runner e prequel dei romanzi Il labirinto - Maze Runner, La fuga - Maze Runner e La rivelazione - Maze Runner.
La versione originale inglese è stata pubblicata a settembre 2016. Il 29 settembre 2016 è uscito anche in Italia, per Fanucci Editore.

## Trama
Il piccolo Stephen aveva circa 5 anni quando la madre lo affidò alla C.A.T.T.I.V.O., in quanto immune al virus dell’Eruzione, che ha portato il padre alla pazzia e che presto farà lo stesso con la madre. Qui gli viene dato un nuovo nome, Thomas, e per quasi 3 anni viene sottoposto quotidianamente ad esami medici, test e rompicapi, senza incontrare mai nessuno degli altri bambini immuni che vengono tenuti nella struttura. Una mattina, viene sottoposto ad un intervento (come gli altri ragazzi prima di lui) che consiste nell’impianto di un dispositivo in grado di monitorare in tempo reale la sua “zona della violenza”, il suo cervello.
Un anno dopo, finalmente gli viene presentata Teresa, al tempo Dedee, che come lui non ha mai avuto rapporti con altri bambini, e i due diventano subito amici. Una settimana dopo, Thomas e Teresa, ritenuti ormai pronti, vengono condotti in una delle due immense caverne sottostanti la C.A.T.T.I.V.O. e spiegato loro che li si svolgeranno le Prove del Labirinto, essenziali nella ricerca della Cura, e che loro li aiuteranno a progettarle, insieme ad altri due bambini, dotati come loro, Aris e Rachel. Quella notte Thomas riceve la visita di un altro ragazzino, Newt, che porta lui e Teresa in uno stanzino, dove fanno la conoscenza di Minho e Alby. I 3 ragazzi vogliono capire cosa rende Thomas, Teresa, Rachel e Aris speciali. Per diverse sere i ragazzi si incontrano ed esplorano l’edificio, finché una notte si avventurano all’esterno e vengono fermati dalle guardie.
Per circa due anni a Thomas non è più permesso vedere i suoi amici, e solo raramente Teresa, ma i due imparano a parlare telepaticamente, grazie al dispositivo impiantato nel loro cervello. Grazie alle abilità acquisite in ambito informatico, Teresa riesce ad escogitare un piano per uscire di nuovo ad esplorare con Thomas. Quella sera, ritrovano finalmente i loro amici e fanno la conoscenza di un ragazzino appena arrivato, Chuck.
I ragazzi continuano ad incontrarsi di nascosto, mentre Teresa e Thomas continuano a lavorare sul progetto del Labirinto, che pian piano sta prendendo forma. Una sera, Minho, aiutato da un altro ragazzo di nome Gally, tenta di fuggire, in quanto non vuole più rimane li contro la sua volontà. I due ragazzi vengono catturati dalla C.A.T.T.I.V.O., da sempre al corrente dei loro incontri. Thomas viene portato in una stanza, dove assiste scioccato all’aggressione di Minho da parte di un essere biomeccanico creato dal governo, chiamato Dolente, che sarà impiegato nel Labirinto per stimolare reazioni nei soggetti, utili per trovare la Cura.
Dopo più di un anno, passato a lavorare al Labirinto, ormai quasi ultimato, Thomas e Teresa fanno la conoscenza di Aris e Rachel, e i ragazzi vengono informati che entro pochi mesi i primi soggetti entreranno nel Labirinto, e questo include la maggior parte dei loro amici. I due, però, possono ora frequentare liberamente tutti gli altri ragazzi. Arrivato il giorno dell’ingresso nel Labirinto dei primi 40 ragazzi il mondo di Thomas va in pezzi quando i suoi migliori amici, capito che i due ragazzi non entreranno con loro, lo accusano di essere dalla parte della C.A.T.T.I.V.O.
Nei mesi successivi, Thomas passa le giornate con Teresa e Chuck ad osservate tramite le Scacertole quello che accade ai suoi vecchi amici nel Labirinto, dal momento in cui si sono svegliati senza memoria nella Radura, fino a quando uno dei ragazzi, George viene punto da un Dolente mentre esplorava il Labirinto, infettandolo con una versione modificata del virus, in grado di avere effetti anche sui soggetti immuni. Dopo avergli somministrato una versione non ancora perfezionata del Dolosiero il ragazzo impazzisce e inizia ad attaccare i suoi compagni, quando Alby lo colpisce con un bastone, uccidendolo. Anche Gally verrà successivamente punto da un Dolente, mentre tenta di uscire di nascosto nel Labirinto.
Durante una delle sue visite mediche Thomas riesce ad impossessarsi di un tablet, con cui scopre come il virus fosse stato diffuso intenzionalmente dai predecessori della C.A.T.T.I.V.O. per controllare la popolazione, ormai troppo numerosa per le risorse del pianeta dopo le eruzioni solari.
Nei mesi successivi, alcuni membri della C.A.T.T.I.V.O., incluso il cancelliere Anderson, risultano positivi all’Eruzione e la dott.ssa Page avvia la procedura dell’Eliminazione, aiutata da Thomas, Teresa, Aris e Rachel, assumendo il ruolo di Cancelliera e uccidendo tutti i dipendenti infetti.
Tornato ad osservare i suoi amici nella Radura, Thomas rimane sconvolto nel vedere il suo amico Newt ferito, scoprendo come al culmine del suo odio verso la C.A.T.T.I.V.O., abbia tentato il suicidio, arrampicandosi su un muro del Labirinto, per poi lanciarsi.
È il turno di Chuck di entrare nel Labirinto, con profonda tristezza di Thomas, che si è affezionato sempre più al ragazzo, considerandolo come un fratello. Nel tempo, e in particolare dopo quanto accaduto con l'Eliminazione, Thomas ha perso sempre più fiducia nella C.A.T.T.I.V.O. e nella dott.ssa Page, pensando sempre più spesso a come fare per salvare i suoi amici.
Poco dopo, Thomas partecipa ad una missione nella Zona Bruciata, insieme a Jorge, pilota di Berghe, e Brenda, una giovane ragazza avviata alla carriera di psicologa. I due andranno a vivere in quella zona, abitata da spaccati, come parte di un piano previsto dalla C.A.T.T.I.V.O., noto come “Stadio 2”, ed è lì che saranno portati gli amici di Thomas usciti dal Labirinto. Capito che la C.A.T.T.I.V.O. non ha intenzione di fermarsi, Thomas e Teresa riescono a convincerli a farli entrare nel Labirinto con la memoria intatta, con la scusa di raccogliere maggiori informazioni, per salvare i loro amici. Fingendosi inizialmente d’accordo, la dott.ssa Page accetta, per poi tradire Thomas, rivelandogli di essere stata lei a infettare con il virus Anderson e gli altri funzionari, in quanto questi volevano terminare le Prove con il Labirinto. I ricordi di Thomas vengono così rimossi, quando infine si risveglia all'interno della Scatola.
Il libro termina con un comunicato di Teresa alla C.A.T.T.I.V.O., in cui la ragazza ribadisce di credere fermamente nello scopo dell’organizzazione. Prima di entrare si appunta sul braccio la frase “la C.A.T.T.I.V.O. è buona”.